# アブー・フライラ

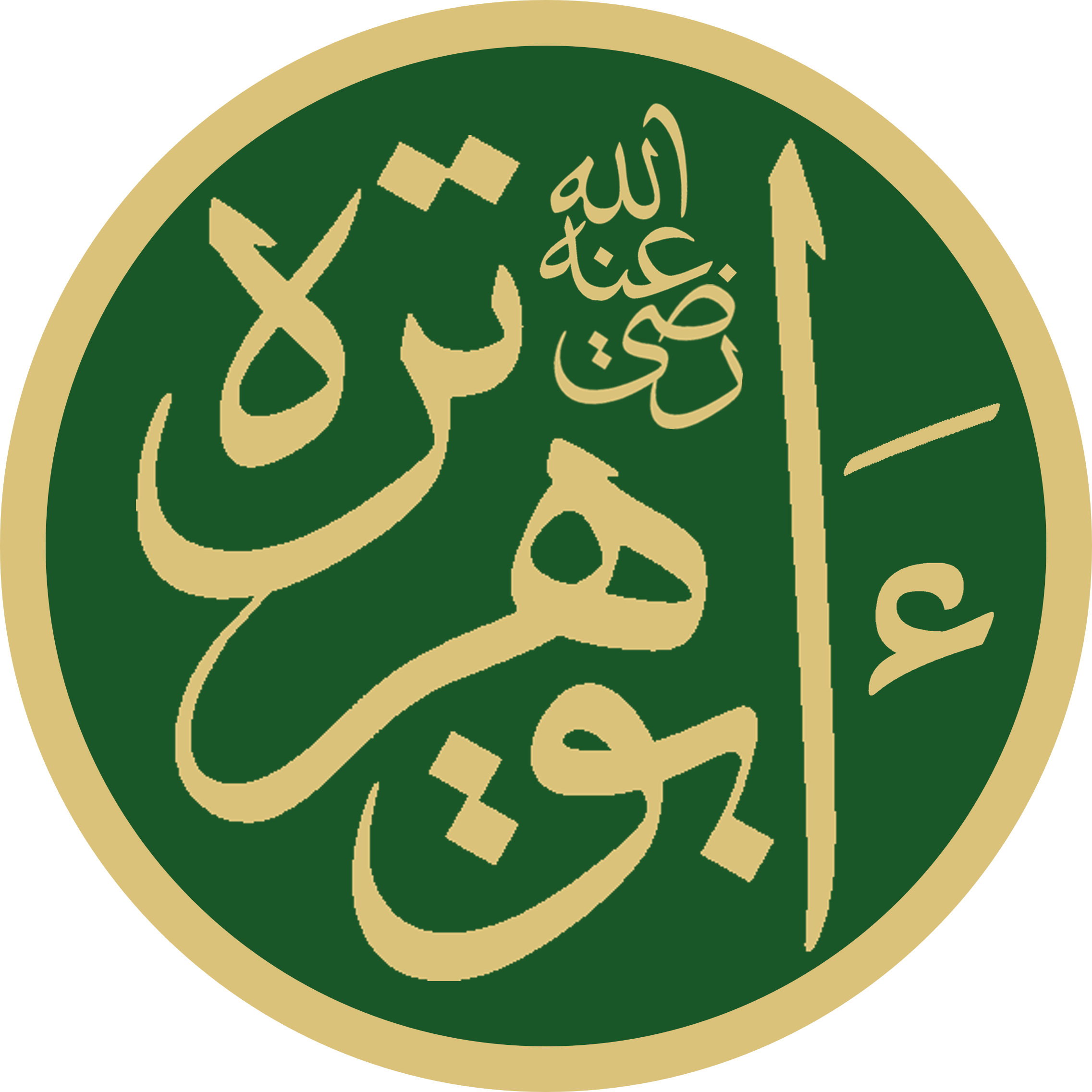
アブー・フライラ

アブドゥッラフマーン・イブン・サフル（アラビア語: عبد الرحمن بن صخر、'Abdurraḥmān ibn Ṣakhr 、603年 - 681年）は、イスラームの預言者ムハンマドの教友（サハーバ）のひとりで、正統カリフ時代のバーレーン軍事知事。彼は他のどの教友よりも多くのハディースを語った。彼は 5,000 を超えるハディースを語ったが、学者たちは彼の信憑性を疑問視した。スンニ派は彼を信頼できると見なしているが、シーア派は彼を非難し、嘘つきでハディースの捏造者と見なしている。